# Esarcus besucheti
Esarcus besucheti es una especie de coleóptero de la familia Mycetophagidae.

## Distribución geográfica
Habita en España.